# Hygropetrisches Biotop
Als Hygropetrisches Biotop wird ein Lebensraum bezeichnet, der sich auf Steinen befindet und ständig von einem dünnen Wasserfilm bedeckt ist. Zum Teil wird davon ausgegangen, dass es sich um steil oder vertikal angeordnete Oberflächen handelt, über die das Wasser fließt. Einige Definitionen des Begriffs nennen eine Dicke des Wasserfilms von zwei Millimetern als obere Grenze. Durch Zufluss oder Kapillarität wird das Wasser ständig ausgetauscht, es ist sauerstoffgesättigt und führt nur wenig Detritus.
Die Vegetation von hygropetrischen Stellen besteht oftmals aus Kieselalgen (Bacillariophyta) und Blaualgen (Cyanobakteria). Typische Tiere sind verschiedene Insekten, vor allem Zweiflügler (Diptera) und Köcherfliegen (Trichoptera). Hygropetrische Biotope können beispielsweise in der Nähe von Quellen und Spritzzonen schnell fließender Bäche, an Wasserfällen oder in Höhlen auftreten.